# Burgruine Hohenburg (Hohenfels)
Die Burgruine Hohenburg ist eine ehemalige Adelsburg, die schon um das Jahr 1000 gegründet worden ist. Sie liegt im nördlichen Gemeindegebiet von Hohenfels im Oberpfälzer Landkreis Neumarkt in der Oberpfalz in Bayern. Die Anlage wird als Bodendenkmal unter der Aktennummer D-3-6736-0095 im Bayernatlas als „archäologische Befunde des Mittelalters und der frühen Neuzeit im Bereich der Burgruine Hohenburg“ geführt. Ebenso ist sie unter der Aktennummer D-3-73-134-38 als denkmalgeschütztes Baudenkmal von Hohenfels verzeichnet. Da die Burg jetzt im erweiterten Truppenübungsplatz Hohenfels der US-Army liegt, ist ein Besuch nicht mehr möglich.

## Geographische Lage
Die Ruine der Gipfelburg befindet sich im äußersten Nordwestteil des Truppenübungsplatzes Hohenfels, etwa 10,5 Kilometer nordnordwestlich des Kernorts von Hohenfels. Sie liegt unmittelbar oberhalb bzw. südwestlich des im Tal der Lauterach gelegenen Kernorts von Hohenburg, das zum benachbarten Landkreis Amberg-Sulzbach zählt, und steht auf der besonders im Südwesten und Süden unbewaldeten und felsigen Kuppe des 520,9 m ü. NN hohen Schloßberges.

## Geschichte

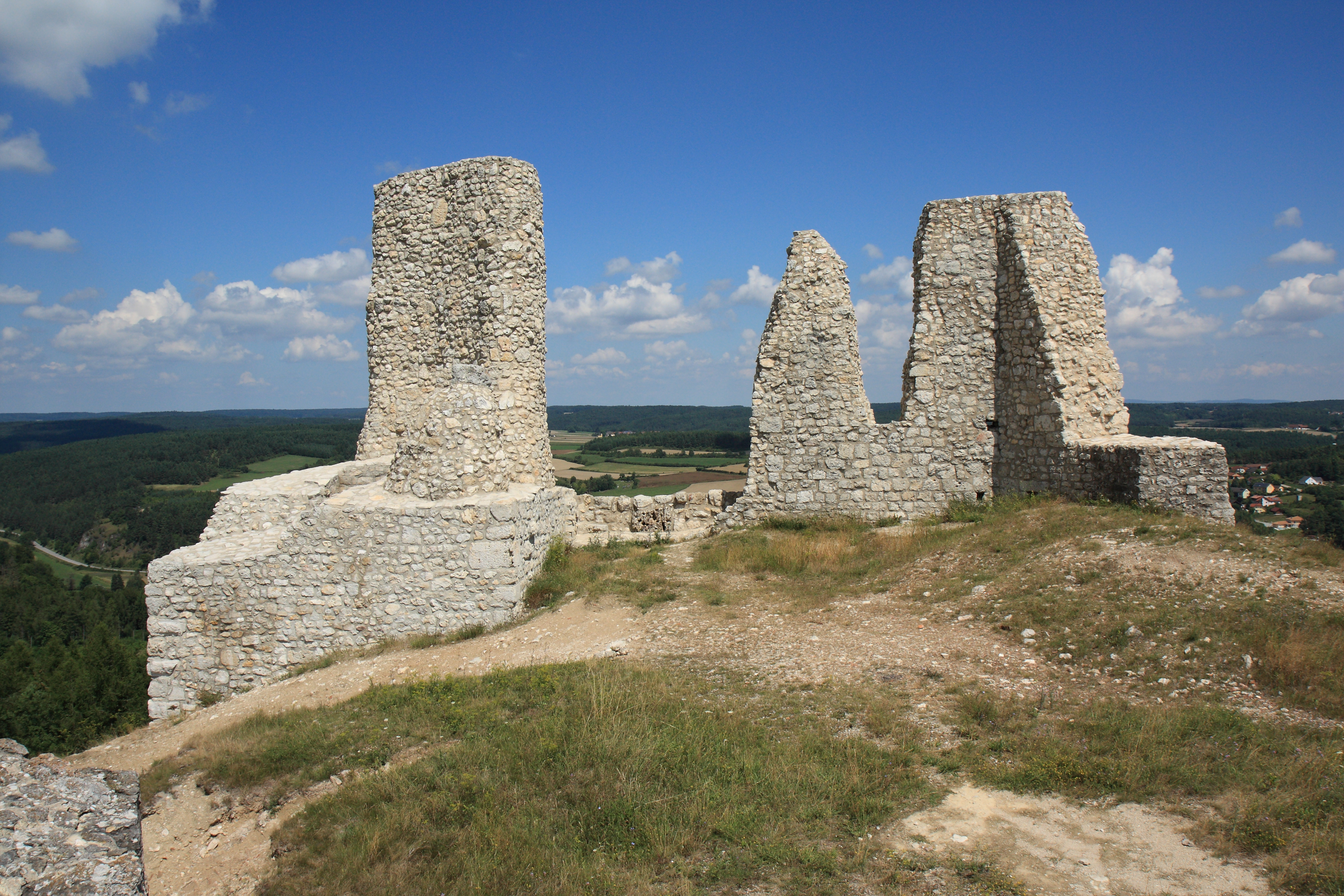
Der Rest des Bergfriedes links und weitere Mauerreste

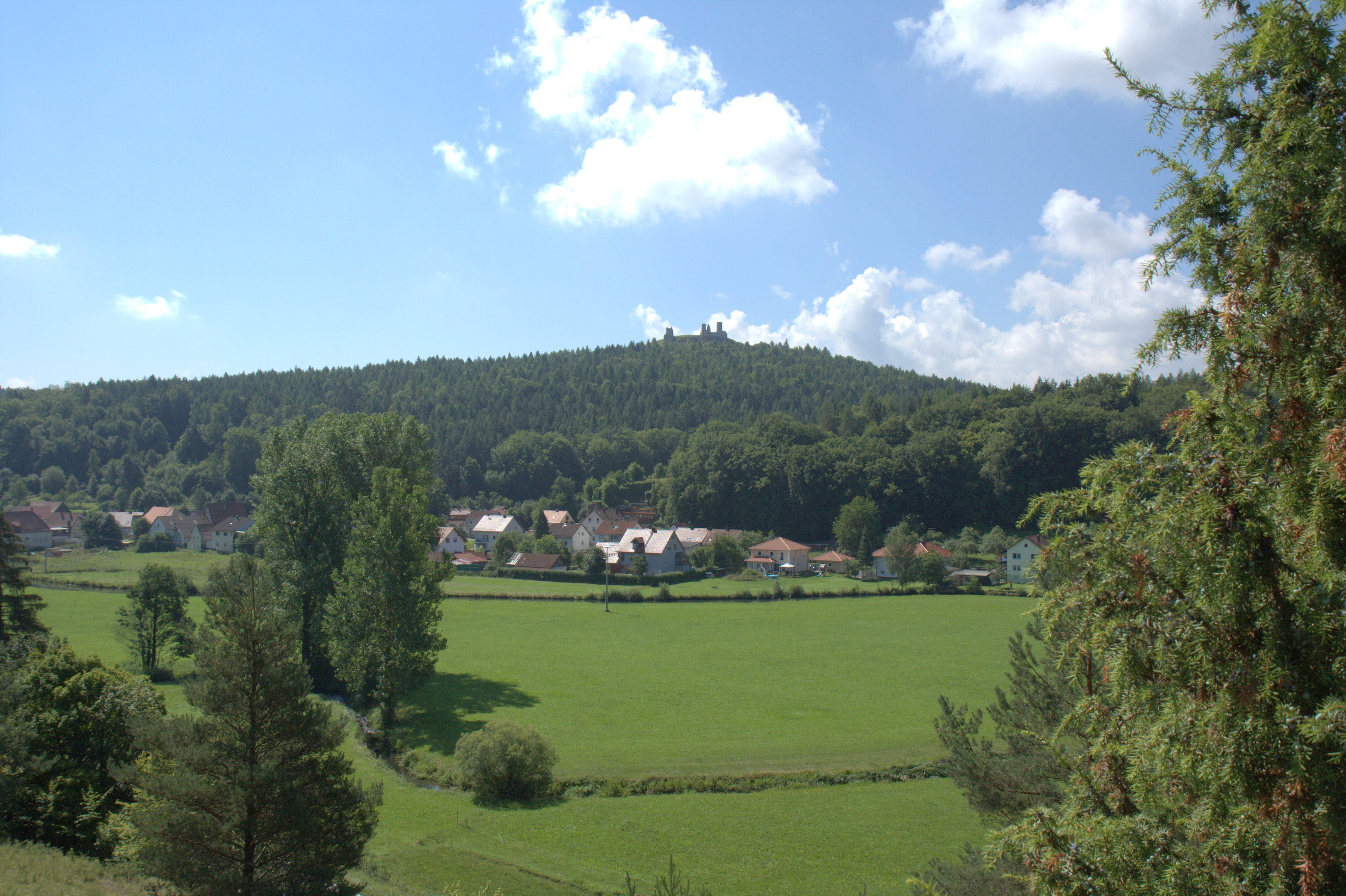
Burgruine Hohenburg über der gleichnamigen Ortschaft aus nördlicher Richtung

Die Burg wurde noch vor 1000 von den 1050 erstmals erwähnten Markgrafen von Hohenburg aus der Familie der Diepoldinger zur Sicherung einer Handelsstraße des Mittelalters, die von der unteren Elbe über Forchheim nach Regensburg verlief, erbaut. Durch einen Erbvertrag gelangte die Burg an das Hochstift Regensburg und wurde mit Pflegern besetzt. Die Burg wurde mehrfach aus- und umgebaut (im 16. Jahrhundert schlossartig), verfiel Ende des 16. Jahrhunderts, nachdem die Pfleger sie verlassen hatten, und wurde nach 1812 abgebrochen. 

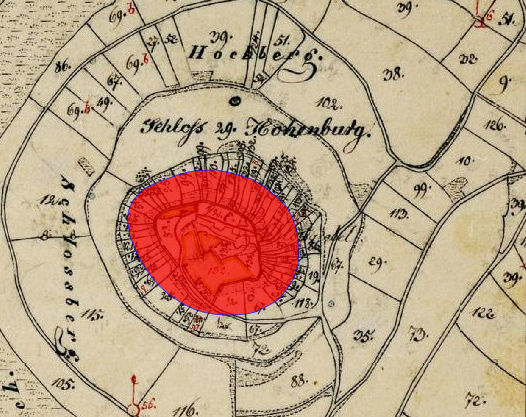
Lageplan der Burgruine Hohenburg (Hohenfels) auf dem Urkataster von Bayern

## Beschreibung
Von der ehemaligen ausgedehnten Burganlage, die über einen an der Nordwestspitze liegenden quadratischen Bergfried mit einem runden Innenraum, einen sich im Osten anschließenden Palas mit innerer und äußerer Kalksteinquader-Verblendung und zwei Aborterkern sowie einen Zwinger verfügte, sind noch weithin aus dem Lauterachtal sichtbare Mauerreste erhalten.